# إلى أين تذهبين يا عايدة؟
إلى أين تذهبين يا عايدة؟ (Quo Vadis Aida) هو فيلم دراما وحرب بوسني، من تأليف وإنتاج وإخراج ياسميلا زبينيتش سنة 2020، وهو إنتاج مشترك دولي من اثنتي عشرة شركة إنتاج،  تم عرض الفيلم في قسم المسابقة الرئيسي لمهرجان البندقية السينمائي السابع والسبعين. تم ترشيحه لأفضل فيلم روائي طويل دولي في حفل توزيع جوائز الأوسكار الـ 93 .

## القصة
تُروى القصة في 11 يوليو 1995، خلال فترة حرب البوسنة والهرسك، مع دخول جيش جمهورية صرب البوسنة إلى مدينة سربرنيتسا، وارتكابها مذبحة سربرنيتسا، راح ضحيتها نحو 8 آلاف بوسنيّ. بعد هجوم الصرب، وولجوء آلاف المواطنين إلى مبنى الأمم المتحدة، المغلقة أبوابه بسبب الاكتظاظ، تُحاول «عايدة»، مُدرّسة اللغة الإنجليزية، المُقيمة في سربرنيتسا، والعاملة أيضاً مُترجمة لقوات حفظ السلام الهولندية التابعة للأمم المتحدة، المحافظة على حياة زوجها وولديها بين آلاف المواطنين، وحمايتهم من خطرٍ وشيك.

## الإصدار
تم عرض الفيلم لأول مرة في العالم في الدورة 77 من مهرجان البندقية السينمائي الدولي في 3 سبتمبر 2020. تم عرضه أيضًا في مهرجان تورونتو السينمائي الدولي في 13 سبتمبر 2020. في فبراير 2021، حصلت شركة (Super LTD) على حقوق التوزيع الأمريكية للفيلم. تم عرضه في الولايات المتحدة من خلال السينما الافتراضية في 5 مارس 2021، تلاه فيديو حسب الطلب في 15 مارس 2021.

## الاستقبال
في مجمع التعليقات روتن توميتوز، كانت التقييمات إيجابية، حيث بلغ متوسط التقييم 8.8 / 10. وفقًا لـميتاكريتيك، حصل الفيلم على «إشادة عالمية» بناءً على متوسط درجات مرجح يبلغ 96 من أصل 100 من 13 مراجعة نقدية.

## الجوائز
في سبتمبر 2020، تم اختيار الفيلم ليُمثّل البوسنة والهرسك ضمن جائزة الأوسكار لأفضل فيلم بلغة أجنبية في حفل توزيع جوائز الأوسكار الـ93. في 15 مارس 2021، تم الاعتراف بالفيلم رسميًا كمرشح لهذه الفئة. حاز الفيلم على جائزة الجمهور في الدورة الخمسين لمهرجان روتردام السينمائي الدولي،  وجائزة أفضل فيلم دولي في مهرجان غوتنبرغ السينمائي 2021. تم ترشيح الفيلم أيضًا لأفضل فيلم دولي في حفل توزيع جوائز الروح المستقلة الـ36. في مارس 2021، رشحت جوائز الأكاديمية البريطانية للأفلام الـ74 الفيلم لأفضل فيلم ليس باللغة الإنجليزية، وحصلت المُخرجة ياسميلا زبينيتش على ترشيح في فئة أفضل مخرج.

## روابط خارجية
- إلى أين تذهبين يا عايدة؟ على موقع IMDb (الإنجليزية)
- إلى أين تذهبين يا عايدة؟ على موقع ميتاكريتيك (الإنجليزية)
- إلى أين تذهبين يا عايدة؟ على موقع روتن توميتوز (الإنجليزية)
- إلى أين تذهبين يا عايدة؟ على موقع ألو سيني (الفرنسية)
- إلى أين تذهبين يا عايدة؟ على موقع أول موفي (الإنجليزية)
- إلى أين تذهبين يا عايدة؟ على موقع فيلمافينيتي (الإسبانية)
- إلى أين تذهبين يا عايدة؟ على موقع قاعدة بيانات الأفلام السويدية (السويدية)
- إلى أين تذهبين يا عايدة؟ على موقع قاعدة بيانات الفيلم (الإنجليزية)
- إلى أين تذهبين يا عايدة؟ على موقع ليتربوكسد (الإنجليزية)
- إلى أين تذهبين يا عايدة؟ على موقع كينوبويسك (الروسية)